# Iwi

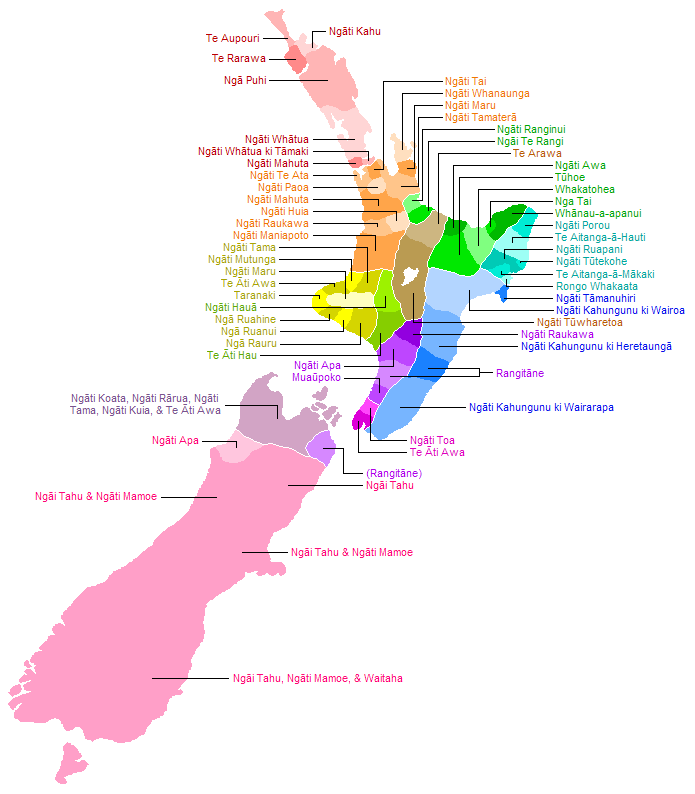
Localización de los iwis en Nueva Zelanda

Los Iwi (iwi) son las unidades sociales más grandes dentro de la cultura maorí. Iwi significa «gente» o «pueblo»; siendo su significado análogo al de tribu o clan, con la diferencia de que a veces puede referirse a un grupo que abarque varias tribus. 
Según la tradición oral maorí, los grupos Iwi se remontan a los migrantes polinesios originales que llegaron desde Hawaiki. Algunos iwi se agrupan en grupos más grandes según el whakapapa (la genealogía) y se conocen como waka (literalmente «canoas», en referencia a la migración original). Estos supergrupos generalmente cumplen funciones simbólicas más que prácticas. En tiempos pre-europeos, la mayoría de los maoríes se alían a grupos relativamente pequeños en forma de hapū («subtribus») y whānau («familia»). Cada iwi alberga una cantidad de hapūs; los hapū del iwi Ngāti Whātua, por ejemplo, son Te Uri-o-Hau, Te Roroa, Te Taoū y Ngāti Whātua-o-Ōrākei.
En la Nueva Zelanda moderna, el iwi puede ejercer un poder político significativo en la recuperación y gestión de la tierra y de otros activos. (Nótese, por ejemplo, el acuerdo del Tratado de Waitangi de 1997 entre el Gobierno de Nueva Zelanda y los Ngāi Tahu, que compensa al iwi por las diversas pérdidas de los derechos garantizados en virtud del Tratado de Waitangi de 1840).

## Iwi más importantes

### Iwis con mayor población
1. Ngāpuhi – 125.601 (en la región de Northland)
2. Ngāti Porou – 71.049 (en la región de Gisborne)
3. Ngāti Kahungunu – 61.626 (en la costa este de la Isla Norte)
4. Ngāi Tahu – 54.819 (en la Isla Sur)
5. Waikato Tainui – 40.083 (en Waikato)
6. Ngāti Tūwharetoa – 35.874 (en el centro de la Isla Norte)
7. Ngāti Maniapoto – 35.358 (en Waikato y Waitomo)
8. Tūhoe – 34.890 (en Te Urewera y Whakatane)
9. Te Arawa – 19.719 (en la bahía de Plenty)

(Datos de 2013.)

### Agrupaciones de iwis con mayor población
1. Sin afiliación – 110.928
2. Waikato Tainui – 55.995 (Región de Waikato)
3. Ngāi Tahu Whanui – 55.986 (en la Isla Sur)
4. Te Arawa – 43.374 (confederación en Rotorua y la bahía de Plenty)
5. Te Hiku – 33.711 (en la Región de Northland)
6. Ngāti Raukawa – 29.442 (en Waikato, Taupo y Manawatū)
7. Te Atiawa – 23.094 (en Taranaki y Wellington)
8. Hauraki Māori – 14.313 (en el golfo de Hauraki)

(Datos de 2013.)